# 入江九一
入江 九一（いりえ くいち）は、日本の武士（長州藩士）。別名は河島小太郎。

## 生涯
天保8年（1837年）4月5日、長州藩の足軽である入江嘉伝次・満智（村上与三右衛門の長女）夫妻の長男として生まれた。弟に野村靖（和作）、妹に伊藤すみ子（伊藤博文の最初の妻）がいる。妻は九一の父の同僚である堀音右衛門の娘・粂。

### 松下村塾
安政3年（1856年）に父が死去し、家督を継いだ。安政4年（1857年）に弟の和作が吉田松陰の松下村塾に入塾するが、九一は家計を支えるべき立場であるため通う暇を作れず、安政5年（1858年）になって遅れて入門した。同年12月に松陰は再投獄されるため、実際に学んだのは1ヶ月程度に過ぎないが、松陰から高く評価され久坂玄瑞、高杉晋作、吉田稔麿と並んで松門四天王の一人に数えられた。
同年、師匠の松陰が江戸幕府の無勅許による日米修好通商条約締結に激怒し倒幕を表明して老中の間部詮勝暗殺計画を企んだ。この時、高杉・久坂・稔麿らは猛反対したが、九一・和作兄弟だけは賛成し計画に加担。その際に松陰から「久坂君たちは優秀だが、度胸が無い。しかし君だけは国のために死ねる男児である」と高く評価されている。そのため、後に松陰が安政の大獄で処刑された後も、九一は師匠の遺志を受け継いで間部詮勝暗殺計画を実行に移そうとしている。
同年、伏見にて藩主を拉致して朝廷に誘導し、強引に攘夷を宣言させるという奇策「伏見要駕策」を獄中で思いついた松陰は、無謀な策に反対する久坂玄瑞、高杉晋作ら殆どの門下生に破門状を出し、入江兄弟に実行の指示を出すが、藩に察知されて弟と共に岩倉獄に投獄された。これにより入江家は困窮し、九一は獄中で内職を行って家計を助けた。

### 奇兵隊と禁門の変
松陰の処刑から半年後、兄弟も万延元年（1860年）に釈放され、文久3年（1863年）には吉田稔麿らと共に足軽から士分に取り立てられたが、無給の士分という扱いであり、家計の苦しさに変化はなかった。京都で尊皇攘夷のための活動を行なう一方で高杉の奇兵隊創設にも協力し、奇兵隊の参謀となった。同年の下関戦争には久坂の率いる光明寺党の一員として参加した。
翌元治元年（1864年）7月19日、禁門の変では久坂の率いる浪人隊の一員として天王山に布陣し、御所攻撃に参加したが敗れて久坂は自刃。久坂に藩主世子への伝言を頼まれた九一は何とか脱出しようと図ったが、塀を越えたところで越前兵の槍を顔面に受けて死亡。享年28。
首級は福井藩士が松平春嶽に許可を得、同様の戦死者8名と共に福井藩の京の菩提寺である上善寺に手厚く葬られた。その後長らく長州藩側に忘れられていたが、旧福井藩士が毛利家に連絡した事をきっかけに、明治30年代に碑石が修築された。

## 死後
後に木戸孝允・大村益次郎たちによって長州藩内の桜山招魂場（現在の桜山神社、下関市上新地町）・朝日山招魂場（現在の朝日山護国神社、山口市秋穂二島）、京都霊山護国神社、東京招魂社（後の靖国神社）に護国の英霊として祀られている。山口県萩市「長寿寺」にも入江家の父母、妻の粂らと共に墓碑がある。九一の没後、妻の弟の音次郎を養嫡子にしたが、アメリカへ官費留学した翌年の明治6年（1873年）に病で客死したため、九一の弟・野村靖の次男である貫一を明治13年（1880年）に養子に迎え入江家を継がせた。ニュージャージー州ニューブランズウィックのウィロー・グローブ墓地には、幕末に同地のラトガース大学で学び、同地にて客死した日下部太郎の墓があり、それと並んで入江音次郎の墓碑がある(墓碑では1874年、19歳没)。日下部家は旧福井藩士である。
明治24年（1891年）に正四位を贈られた。家紋は丸に並び鷹の羽。

## 著作
- 「伝言録」
- 「入江子遠遺稿」

## 関連作品

### テレビドラマ
- 『花神』（1977年NHK大河ドラマ）演：今村民路
- 『奇兵隊』 (1989年日本テレビ年末時代劇スペシャル、 演：岡野進一郎)
- 『花燃ゆ』（2015年NHK大河ドラマ、演：要潤）